# Charles S. Hartman

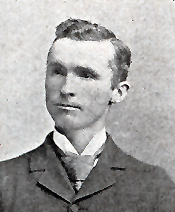
Charles S. Hartman (1896)

Charles Sampson Hartman (* 1. März 1861 in Monticello, White County, Indiana; † 3. August 1929 in Great Falls, Montana) war ein US-amerikanischer Politiker. Zwischen 1893 und 1899 vertrat er den Bundesstaat Montana im US-Repräsentantenhaus, von 1913 bis 1922 war er amerikanischer Gesandter in Ecuador.

## Frühe Jahre
Charles Hartman besuchte die öffentlichen Schulen seiner Heimat und danach das Wabash College in Crawfordsville. Im Jahr 1882 zog er nach Bozeman, wo er Jura studierte. Nach seiner 1884 erfolgten Zulassung als Rechtsanwalt begann er in dieser Stadt in seinem neuen Beruf zu arbeiten. Von 1884 bis 1886 war Hartman auch Richter an einem Nachlassgericht im Gallatin County.

## Politische Laufbahn
Charles Hartman wurde zunächst Mitglied der Republikanischen Partei. Im Jahr 1889 nahm er an der verfassungsgebenden Versammlung von Montana teil. 1896 war er Delegierter zur Republican National Convention in St. Louis, auf der William McKinley als Präsidentschaftskandidat nominiert wurde. Zwischen dem 4. März 1893 und dem 3. März 1899 vertrat er als Nachfolger von William W. Dixon seinen Staat als Abgeordneter im Kongress. Im Jahr 1898 verzichtete er auf eine erneute Kandidatur.
Nach seiner Zeit im Kongress arbeitete Hartman wieder als Rechtsanwalt. Im Jahr 1900 wechselte er zur Demokratischen Partei. Noch im selben Jahr war er Delegierter auf deren Bundesparteitag in Kansas City. 1910 bewarb sich Hartman erfolglos um den Wiedereinzug ins Repräsentantenhaus.

## Gesandter in Ecuador und weiterer Lebenslauf
Im Juli 1913 wurde Hartman von Präsident Woodrow Wilson zum US-amerikanischen Gesandten in Ecuador ernannt. Dieses Amt übte er bis zum 14. Mai 1922 aus. Nach seiner Rückkehr nach Montana setzte er seine Anwaltstätigkeit fort. Im Jahr 1927 zog er nach Fort Benton. Dort war er seit dem 3. März 1927 Richter des Zwölften juristischen Bezirks von Montana. Dieses Amt bekleidete Charles Hartman bis zu seinem Tod am 3. August 1929.